# Religionsfilosofi
Religionsfilosofi er en filosofisk disciplin, der undersøger religioners natur, deres oprindelse, deres betydning og deres relation til andre områder af menneskelig erfaring, såsom etik, viden og eksistens. Den reflekterer over religiøse begreber, doktriner og praksisser. Religionsfilosofien trækker på diskussioner og argumenter fra både erkendelsesteori, logik, metafysik, etik, religionsvidenskab og politisk filosofi.
Religionsfilosofi er blevet dyrket af mange store filosoffer gennem historien, for eksempel Augustin, Immanuel Kant, Friedrich Nietzsche og Ludwig Wittgenstein. Traditionel vestlig religionsfilosofi handler især om forholdet mellem Gud, menneske og verden.

## Religionsfilosofiske emner
Kendte spørgsmål fra traditionel kristen religionsfilosofi er:
- Teodicéproblemet: Hvis Gud er almægtig, alvidende og algod, hvorfor findes der så meget ondskab og lidelse i verden?[8]
- Problemet om Guds forudbestemmelse og menneskets frie vilje: Hvis Gud er almægtig og har forudbestemt alt, hvordan kan mennesket så have en fri vilje og drages til ansvar for sine handlinger?
- Gudsbeviser: Kan man bevise Guds eksistens? (Se f.eks. det ontologiske gudsbevis og Thomas Aquinas' gudsbeviser).
- Forholdet mellem tro og viden: Hvad er forskellen på trosudsagn og vidensudsagn? Er forskellen blot, at de første ikke kan bevises, men at de sidste kan bevises? Eller er der tale om to forskellige sprog?
- Forholdet mellem religionen og naturvidenskaben: Er de to i konflikt med hinanden? Eller er der blot tale om, at de to behandler to forskellige områder af tilværelsen? Eller er der tale om to forskellige sprog om den samme virkelighed?
- Problemet om sekularisering: Er religionens stadig mindre rolle i samfundet et udtryk for, at religionen har fået mindre betydning? Eller er der blot tale om, at religionen i højere grad er blevet en privatsag?
- Kristendommens forhold til de andre verdensreligioner (religionsteologi): Er kristendommen den eneste sande religion, som skal besejre de andre religioner gennem mission? Er ingen frelse mulig uden for troen på Jesus Kristus? Eller er alle religioner lige sande?

En del af religionsfilosofien er religionskritikken. Kendte navne er her David Hume, Ludwig Feuerbach, Friedrich Nietzsche, Karl Marx, Sigmund Freud og såkaldte ny-ateister som f.eks. Richard Dawkins, Daniel Dennett, Christopher Hitchens og Sam Harris.

## Religionsfilosofiens afgrænsning

### Afgrænsning i forhold til religionsvidenskab og teologi
Religionsfilosofien kan være orienteret mod to fag, nemlig den empiriske religionsvidenskab og teologien:
1. Religionsfilosofi i forlængelse af den empiriske religionsvidenskab ser religion som en menneskelig ytring i psykologisk, social og historisk forstand. De filosofiske spørgsmål drejer sig her f.eks. om religionens kendetegn, om religionens virkninger og værdi for individ og samfund, om religion i det offentlige rum, og om intelligent design.
2. Religionsfilosofi i forlængelse af teologien overvejer religiøse grundspørgsmål med udgangspunkt i den måde, de er formuleret på i de forskellige religioner. Traditionelt har der været fokus på kristendommen. Interessen har blandt andet samlet sig om gudsbeviser, teodicéproblemet, problemet om viljens frihed kontra Guds forudbestemmelse, samt muligheden af mirakler. Nyere religionsfilosofiske diskussioner inddrager dog også filosofiske spørgsmål, der tager udgangspunkt i f.eks. reinkarnation, karmaloven og det forhold, at religiøse traditioner kan modsige hinanden, samtidig med at de hver især gør krav på sandhed.

Religionsfilosofi er dog en selvstændig disciplin. Den adskiller sig fra religionsvidenskaben ved at dens grundlæggende metode er klassisk begrebsanalyse (om end den trækker på empirisk viden hentet fra religionsvidenskab, kulturhistorie, kognitionsforskning mv.).
Religionsfilosofien adskiller sig fra traditionel teologi ved ikke at antage, at der er én religion, der er den sande, og ved at rette interessen mod religiøse traditioner bredt.

### Afgrænsning fra spirituel filosofi
Religionsfilosofi er en intellektuel og akademisk disciplin, som beskæftiger sig systematisk, diskuterende og kritisk med undersøgelse af religion som fænomen. Dermed adskiller religionsfilosofi sig fra spirituel filosofi, åndsvidenskab og New Age, der er mere praktisk orienteret og rettet mod individets spirituelle vækst.

## Vigtige repræsentanter

### Augustin
Den romerske teolog Aurelius Augustin (354-430) er en central figur i kristen teologi og religionsfilosofi. Hans værker, såsom Bekendelser og Om Guds By, har haft en dyb og vedvarende indflydelse på både kristen teologi og vestlig filosofi. Augustins tanker om synd, nåde og prædestination har formet meget af kristendommen, og hans forening af Platons filosofi med kristen teologi lagde grundlaget for middelalderens skolastik.
Augustins mest berømte værk er hans selvbiografiske bekendelsesbog, Bekendelser (Confessiones), hvor han reflekterer over sit liv, sin omvendelse og sin åndelige rejse. Dette værk er ikke kun en personlig fortælling, men også en undersøgelse af den menneskelige natur, af synd, nåde og Guds tilstedeværelse i verden.
Ud over Bekendelser skrev Augustin en lang række teologiske og filosofiske værker, herunder Om kristen lære (De Doctrina Christiana), hvor han diskuterer principperne for kristen fortolkning af Skriften, og Om Guds by (De Civitate Dei), hvor han undersøger forholdet mellem Guds rige og den verdslige verden, og desuden behandler problemet med ondskab og lidelse.
Augustin bidrog til udviklingen af kristen lære om emner som nåde, prædestination, synd og fri vilje. Hans tanker har haft en enorm indflydelse på både katolsk og protestantisk teologi gennem århundrederne, og han anses ofte for at være en af de tidligste kirkefædre.

### Anselm af Canterbury
Den italiensk-engelske teolog og filosof Anselm af Canterbury (1033-1109) var en betydningsfuld skikkelse i middelalderens filosofi og teologi. Han er mest kendt for sit ontologiske gudsbevis og for sin forsoningslære.
Anselm præsenterer sit ontologiske Gudsbevis i sit værk Proslogion (1077/1078). Han argumenterer for, at Gud er "noget, større end hvilket intet kan tænkes" ("aliquid quo maius nihil cogitari potest"), og at et sådant væsen må eksistere i virkeligheden, for hvis det ikke eksisterede i virkeligheden, så ville det ikke være det største væsen. Med andre ord hævder Anselm, at Gud er det væsen, hvis eksistens er nødvendig, for at begrebet om Gud som det største væsen kan give mening.
Anselm udforsker også troens natur og dens forhold til fornuften. Han mener, at tro ikke udelukkende er rationel, men at den også indebærer en viljeshandling og en kærlighedsforbindelse til det guddommelige. Tro består ikke kun af en intellektuel erkendelse, men også af et personlig engagement og et kærlighedsforhold til Gud.
Anselm bidrager endvidere til udviklingen af en teologi om Guds natur. Han beskriver Gud som det højeste væsen, der er fuldkommen og ubetinget i alle henseender. Han argumenterer for, at Gud er en enhed af alle guddommelige attributter, såsom almagt, godhed og visdom. Anselm betoner også Guds transcendens og uafhængighed af skabningen.
Et anden vigtig del af Anselms teologi er hans forsoningslære. I sit værk Hvorfor Gud blev menneske (Cur Deus Homo) fremsætter han sin forklaring på, hvorfor det var nødvendigt for Gud at inkarnere sig som menneske i Jesus Kristus for at frelse menneskeheden. Anselm argumenterer for, at menneskehedens synd krævede en perfekt offerhandling for at tilfredsstille Guds retfærdighed, og at kun Gud selv kunne opfylde denne betingelse ved at blive menneske og ofre sig selv.

### Boneventura
Boneventura (1221-1274) var en middelalderlig italiensk kristen teolog og filosof. Han var en fremtrædende figur inden for fransiskanerordenen og bidrog væsentligt til skolastikken.
Bonaventura mener, at fornuft og tro ikke var modsætninger, men snarere komplementære veje til sandheden. Han anser filosofi for at være "en tjenestepige for teologien" ("ancilla theologiae"), hvilket betyder, at filosofiske argumenter og ræsonnementer skal bruges til at forstå og uddybe teologiske sandheder.
I sit værk Sjælens vej til Gud (Itinerarium Mentis in Deum) beskriver Bonaventura en rejse mod Gud gennem forskellige stadier af erkendelse og kontemplation. Han beskriver tre stadier: det ydre (erkendelse af verden gennem sanserne), det indre (sjælens refleksion over sig selv) og det øvre (forening med Gud gennem mystisk kontemplation).

### Thomas Aquinas
Thomas Aquinas (1225-1274) var en middelalderlig italiensk kristen teolog og filosof. Hans værker Summa Theologica og Summa Contra Gentiles har haft en enorm indflydelse på kristen teologi og religionsfilosofi.
Hans mest kendte værk er Summa Theologica, der er en omfattende samling af teologiske og filosofiske tanker, som forsøger at give svar på en lang række spørgsmål om tro, Gud, etik og metafysik. Værket er opdelt i tre store dele: "Om Guds eksistens og naturen", "Om mennesket og dets formål" og "Om Kristus, frelse og sakramenterne".
Aquinas er dybt påvirket af aristotelisk filosofi, som han forsøger at forene med kristen teologi. Han mener, at tro og fornuft ikke modsiger hinanden, men tværtimod kan supplere og styrke hinanden. Dette princip, kendt som "forsoning af tro og fornuft", er central i hans tænkning. Han anser både troen og fornuften for at være gaver fra Gud, og han mener, at rationelle argumenter kunne bruges til at støtte troen.

### Rene Descartes
René Descartes (1596-1650) var en fransk filosof, der anses for at være en af grundlæggerne af moderne filosofi. Hans filosofiske metode, kendt som "den kartesiske tvivl", søgte at etablere et sikkert fundament for viden og tro. Descartes' arbejde omfattede også en række tanker om Guds eksistens og forholdet mellem Gud og mennesket, hvilket har haft betydning for udviklingen af religionsfilosofi og teologi.
I Meditationer (1641) udforsker Descartes spørgsmålene om Guds eksistens og karakter. Han begynder med tvivlens metode og forsøger at nå til sikker viden ved at tvivle på alt, hvad der kan tvivles på. For søge sandheden må man én gang i sit liv så vidt muligt tvivle om alt, siger Descartes. Mens han afviser sansernes pålidelighed og endda siger, at han kunne blive bedraget af en ond guddommelig dæmon, finder han en urokkelig sandhed i sin egen eksistens som et tænkende væsen: "Jeg tænker, altså er jeg til." (På Latin: "Cogito, ergo sum").
Når Descartes undersøger eksistensen af Gud, argumenterer han for, at Gud er en nødvendig forudsætning for menneskets idé om uendelighed og perfektion. Descartes hævder, at da han som et ufuldkomment væsen har en idé om Gud som det mest fuldkomne væsen, må denne idé have en årsag, der er mere fuldkommen end Descartes, nemlig Gud selv. Derfor, konkluderer han, eksisterer Gud.
Descartes' opfattelse af Gud er, at Gud er et ufejlbarligt og ikke-bedragende væsen, hvilket sikrer, at Descartes' egen idé om Gud ikke kan være resultatet af fejl eller bedrag. Denne Gud fungerer også som garant for, at Descartes kan stole på sin egen fornuft og erkendelse, da det er Gud, der har skabt ham med evnen til at tænke klart og rationelt.

### Baruch Spinoza
Baruch de Spinoza (1632-1677) var en hollandsk-jødisk filosof, der var kendt for sin radikale og systematiske filosofi, og som stærkt påvirkede efterfølgende tænkning inden for både religion og filosofi. Spinozas religionsfilosofi, som mest omfattende er præsenteret i hans hovedværk Etik (1677), adskiller sig væsentligt fra traditionelle teologiske synspunkter.
Et af de mest karakteristiske træk ved Spinozas religionsfilosofi er hans panteisme, som hævder, at Gud og naturen er ét og det samme. I stedet for at se Gud som en personlig, transcendent skaber, hævder Spinoza, at Gud er immanent i hele universet. Alt, hvad der eksisterer, er en del af Gud eller naturen, hvilket betyder, at der ikke er nogen fundamental adskillelse mellem Gud og det fysiske univers.
Denne opfattelse kaldes substansmonisme. Den går ud på, at der kun er én substans i universet, og denne substans er ifølge Spinoza Gud eller naturen (Deus sive Natura). Alle ting og begivenheder er manifestationer af denne ene substans. Spinoza argumenterer for, at denne substans er uendelig og selvbestående, og at alt i universet er en måde eller modalitet af denne ene substans.
I Spinozas filosofi er Gud årsagen til alt, både hvad angår eksistens og essens. Gud er årsagen til sig selv (causa sui) og til alt, hvad der sker i universet. Dette indebærer, at alt i naturen følger nødvendige love og årsagskæder, som er udtryk for Guds natur. Der er ingen plads til mirakler eller overnaturlige indgreb i Spinozas univers, da alt sker i overensstemmelse med naturlovene.

### David Hume
Den skotske filosof David Humes (1711-1776) religionsfilosofi er karakteriseret ved hans skeptiske tilgang til religiøse påstande og hans vægt på empirisk bevisførelse og rationel tænkning. Hume afviser mirakler som brud på naturens love. Mirakler kan aldrig bevises tilstrækkeligt. Det er mere sandsynligt, at vidnesbyrd om mirakler er fejlagtige eller bedrageriske.
Hume kritiserer det kosmologiske gudsbevis, som siger, at når verden eksisterer, så må der også eksistere en Gud, som har skabt eller forårsaget denne verden. Herimod siger han, at årsagsprincippet ikke nødvendigvis gælder for hele universet, og at universet kan have en naturlig årsag eller være evigt.
Hume afviser også det teleologiske gudsbevis, som slutter fra naturens (tilsyneladende) planmæssige og formålsrettede orden til, at der må være en Gud, der har ordnet naturen således. Herimod siger han, at naturen også har ufuldkommenheder, og at analogien mellem menneskets skabelser og naturens orden er svag.
Hume betragter religion som en psykologisk og social konstruktion, der opstår fra menneskets frygt og fra menneskets behov for forklaring, og han ser religion som en kilde til både positive og negative fænomener i samfundet.

### Immanuel Kant
Den tyske filosof Immanuel Kant (1724-1804) har haft en afgørende betydning for moderne filosofi og har tillige haft en stor indflydelse på religionsfilosofien. Hans kritik af de traditionelle gudsbeviser og hans eget moralske argument for Guds eksistens har formet meget af den efterfølgende filosofi. Kant mente, at religion skal være forankret i moral og fornuft, hvilket radikalt ændrede den måde, som tro og religion blev betragtet på.
Kant mener, at fornuftens grænser sætter klare rammer for, hvad vi kan vide om Gud og det guddommelige. Han argumenterer for, at Gud, sjælen og det hinsidige ikke kan kendes gennem spekulativ fornuft alene, men snarere må forstås som nødvendige postulater for moralens skyld. Dette betyder, at vi ikke kan bevise Guds eksistens med logiske eller empiriske argumenter, men at troen på Gud er nødvendig for en fuldstændig moralforståelse.
Kant ser religion som en vigtig del af den moralske opdragelse. Han mener, at religiøse praksisser og overbevisninger kan styrke den moralske livsførelse, men han advarer mod at lade religiøse dogmer undergrave den individuelle fornuft og moral. Religion skal støtte og ikke erstatte den moralske fornuft.
I sit værk Religion inden for fornuftens grænser (1793) behandler Kant også spørgsmålet om radikal ondskab, som han ser som en grundlæggende tilbøjelighed i mennesket til at handle mod den moralske lov. Han mener, at denne ondskab kan overvindes gennem en "revolution i hjertet", en fundamental moralsk omvendelse, der fører til en oprigtig stræben efter det gode.

### Georg Wilhelm Friedrich Hegel
Den tyske filosof Georg Wilhelm Friedrich Hegel (1770-1831) var en central figur i den tyske idealisme og har haft en dyb indflydelse på religionsfilosofien. Hans dialektiske metode og ideer om "det absolutte" har formet mange efterfølgende filosofiske og teologiske strømninger. Hans værk Åndens fænomenologi (1807) og hans forelæsninger om religionsfilosofi udforskede udviklingen af menneskelig bevidsthed og religion som udtryk for åndens udvikling. Hans tanker har påvirket både filosoffer og teologer, herunder Karl Barth og Paul Tillich.
Hegel anser religion for at være en essentiel del af menneskelig kultur og ånd. Han mener, at religionen repræsenterer en form for bevidsthed, hvor mennesket erkender sin egen natur og sin forbindelse til det absolutte (Gud). Religionen ses som et stadium i åndens udvikling frem mod absolut viden. I religionen åbenbares den guddommelige sandhed gradvist for menneskets bevidsthed.
Hegel betragter kristendommen som den højeste form for religion, fordi den i hans øjne bedst udtrykker sandheden om menneskets forhold til det absolutte. Han ser Jesu liv, død og opstandelse som en central begivenhed, der symboliserer foreningen af det guddommelige og det menneskelige.

### Friedrich von Schelling
Den tyske filosof Friedrich von Schelling (1775-1854) spillede en central rolle i den tyske idealisme. Hans filosofi kombinerede elementer fra transcendental idealisme med teologiske spekulationer. Schellings tanker om det guddommelige som grundlaget for al væren og hans opfattelse af Gud som en proces har haft indflydelse på andre teologer og filosoffer, herunder Hegel og Kierkegaard.
Schelling ser åbenbaring som en nødvendighed for at forstå den dybere struktur af virkeligheden. For ham er åbenbaring en måde, hvorpå det absolutte eller Gud manifesterer sig i verden og i den menneskelige erfaring. Han betragter åbenbaring som et middel til at forstå frihedens natur. Ifølge Schelling kan menneskets frihed kun forstås fuldt ud i lyset af en guddommelig åbenbaring, der viser menneskets dybe forbundethed med det absolutte.
Schelling betragter menneskelig bevidsthed som en central arena for åbenbaring. Han mener, at det er gennem menneskelig erkendelse og ånd, at Gud åbenbarer sig mest fuldstændigt. Mennesket har en unik evne til at opfatte og forstå åbenbaring, hvilket gør menneskelig bevidsthed til en vigtig del af den guddommelige plan. Denne opfattelse understreger vigtigheden af menneskelig frihed og kreativitet som midler til at forstå og realisere det guddommelige.
Schelling ser historien som en vigtig del af åbenbaringsprocessen. Han mener, at historien er en progressiv åbenbaring af Guds natur og hensigt. Hver epoke og hver kulturel udvikling bringer menneskeheden nærmere en fuld forståelse af det absolutte. Historien er derfor en dynamisk og levende proces, hvori det guddommelige gradvist bliver mere åbenbaret.

### Ludwig Feuerbach
Ludwig Feuerbach (1804-1872) var en tysk filosof og antropolog. Han er særligt kendt for sit arbejde inden for religionsfilosofi.
Feuerbachs religionsfilosofi er bedst kendt for hans kritik af religionen, især hans teori om "menneskehedens projektion". Ifølge Feuerbach projicerer mennesker deres egenskaber, håb og længsler over på et guddommeligt væsen. Han hævder, at Gud i virkeligheden er en spejling af menneskets eget væsen, en illusion skabt af menneskets ønsker og behov.
Feuerbach argumenterer for, at religionen er et udtryk for menneskelig fremmedgørelse og at mennesket bør frigøre sig fra denne "projektion" og finde sin sande identitet. Religion er ikke blot "nonsens" eller "overtro"; den er det billedlige udtryk for kvaliteter og impulser, for "kræfter", som er så vigtige og væsentlige, at de udgør menneskets essens.

### Karl Marx
Den tyske filosof Karl Marx (1818-1883) videreførte Feuerbachs religionskritik. Ligesom Feuerbach ser han religion som et udtryk for noget menneskeligt. Men i modsætning til Feuerbach ser han tillige religion som udtryk for noget samfundsmæssigt. Religionen er et produkt af økonomisk ulighed, økonomisk undertrykkelse og den herskende klasses udbytning af arbejderklassen (proletariatet). Den ene del af samfundet udnytter den anden del. Disse forhold skaber religionen. En fordrejet verden producerer en fordrejet bevidsthed.
Det undertrykte menneske skaber nu religionen for at finde trøst i en indbildt himmelsk verden, siger Marx. Det søger trøst for al den undertrykkelse og elendighed, det møder i verden. Religionen gør det muligt for det undertrykte menneske at udholde sin elendige situation - ligesom opium gør det muligt for den syge at udholde sin smertefulde situation.

Imidlertid er religion ikke kun bedrag, men er også et udtryk for en sandhed om det undertrykte menneske. Marx udtrykker det på denne måde:
"Den religiøse elendighed er på samme tid udtrykket for den virkelige elendighed og protesten mod den virkelige elendighed. Religionen er den betrængte skabnings suk, en hjerteløs verdens hjertelag, ligesom den er åndløse tilstandes ånd. Den er folkets opium."
Både religion og opium skaber illusioner. Den trøst, de giver, er illusorisk og falsk. Begge tilslører tingenes virkelige tilstand. Religionen får det undertrykte menneske til at tro på illusioner som en Gud i himlen eller et liv efter døden, hvor samfundets uretfærdighed udlignes. Derved afledes menneskets opmærksomhed fra at forsøge at ændre den undertrykte situation her på jorden. Religionen får mennesket til at søge en illusorisk lykke i himlen, så det glemmer at søge sin virkelige lykke i samfundet.
Religionen skal derfor kritiseres. Den skal afsløres som en illusion. Afsløringen af folkets illusoriske lykke skal bane vejen for dets virkelige lykke, siger Marx.

### Søren Kierkegaard
Den danske teolog og filosof Søren Kierkegaard (1813-1855) bliver ofte betragtet som faderen til eksistensfilosofien. Han fokuserede på individets subjektive forhold til Gud. Hans tanker om troens natur, tvivl og det personlige engagement har haft en dyb indflydelse på både teologi og filosofi. Kierkegaard udforskede paradokset ved tro og forholdet mellem menneskelig eksistens og Gud, hvilket har gjort ham til en central figur i både kristen og sekulær eksistentialistisk tænkning.
Kierkegaard kritiserer den etablerede kirke og samtidens kristendom for at være blevet for institutionel og for at mangle personlig inderlighed. Han mener, at sand kristendom kræver et individuelt og subjektivt forhold til Gud, hvor troen overskrider fornuft og rationel tænkning.
For Kierkegaard er tro ikke noget, der kan bevises eller forklares rationelt, men noget, der kræver en personlig beslutning og et personligt engagement. Som eksempel bruger han historien om Abraham og Isak, hvor Abraham må vælge at adlyde Guds befaling om at ofre sin søn, på trods af den absurde og paradoksale natur af denne handling. Heri ser Kierkegaard den ultimative trosprøve.
Kierkegaards religionsfilosofi er dybt rodfæstet i en eksistentiel udforskning af troen og i kritikken af en overfladisk og institutionel religion. Han udfordrer mennesket til at tage ansvar for sin egen eksistens og sin egen tro. Mennesket skal finde mening og relation til Gud gennem en personlig rejse.

### Friedrich Nietzsche
Den tyske filosof Friedrich Nietzsche (1844-1900) er kendt for sin skarpe kritik af kristendommen og sin berømte erklæring: "Gud er død". Hermed mente han, at videnskaben og den stigende sekularisering i de europæiske samfund havde "dræbt" den kristne Gud. Det vil sige: Folk troede ikke længere på denne Gud, der havde tjent som grundlag for mening og værdi i de foregående tusind år.
Denne "Guds død" ville ifølge Nietzsche føre til et tab af en objektiv sandhed. I stedet ville mennesker kun have deres forskelligartede og flydende perspektiver. Han stillede derfor spørgsmålstegn ved traditionelle religiøse værdier.
Nietzsche mener, at kristendommens moral er livsfornægtende, og han foreslår en omvurdering af alle værdier. Hans tanker har haft en dyb indflydelse på eftertidens filosofi, teologi, og kulturkritik.

### Sigmund Freud
Sigmund Freud (1856-1939) var en østrigsk læge og psykolog. Han grundlagde psykoanalysen. Hans kritik af religion og religionsfilosofi var tæt knyttet til hans psykoanalytiske teorier og omhandler hovedsageligt religionens oprindelse, funktion og psykologiske betydning. Freud betragtede religion som en illusion, der har dybe rødder i menneskets psykologiske behov og udvikling.
I sit værk En illusions fremtid " (1927) argumenterer han for, at religion er en illusion, der opfylder dybe psykologiske behov hos mennesker. Han mener, at religiøse overbevisninger er ønsketænkning, der stammer fra menneskets behov for beskyttelse og sikkerhed i en uforudsigelig verden. Ifølge Freud opstår religiøse forestillinger som svar på menneskets længsel efter en faderfigur, der kan tilbyde beskyttelse og trøst.
Freud udvikler teorier om religionens oprindelse i værket Totem og Tabu (1913), hvori han foreslår, at religion er opstået som en måde at håndtere skyld og angst på. Han fremsætter en hypotese om, at tidlige menneskelige samfund blev domineret af en patriarkalsk faderfigur, som til sidst blev dræbt af sine sønner. Denne oprindelige synd resulterede i en kollektiv skyldfølelse, som førte til udviklingen af totemisme og senere til mere komplekse religiøse systemer. Ifølge Freud er religion således en måde at håndtere og bearbejde denne skyldfølelse på.
Freud betragter religion som en kollektiv neurose, der ligner de individuelle neuroser, som han behandler i sin psykoanalytiske praksis. Han mener, at religiøse ritualer og overbevisninger kan sammenlignes med tvangstanker og tvangshandlinger hos neurotiske patienter. Religion fungerer ifølge Freud på den måde, at den strukturerer tilværelsen og giver mening til den. Dette sker dog på bekostning af individets mentale sundhed, da religionen fremmer urealistiske og ubegrundede overbevisninger.

### Emil Durkheim
Émile Durkheim (1858-1917) var en fransk sociolog, der betragtede religion som en central del af samfundet og som en vigtig komponent i den sociale sammenhængskraft. Durkheim så religion som en social institution, der er grundlæggende for at skabe og opretholde samfundets moralske orden. Han mente, at religion opstod fra kollektive sociale erfaringer og tjente til at styrke den sociale solidaritet.
Durkheim mener, at religion spiller en afgørende rolle for at skabe social sammenhæng ved at give fælles ritualer og tro, som binder medlemmerne af samfundet sammen. Religionen fungerer som et middel til at opretholde og styrke de kollektive bånd, der holder samfundet sammen.

### Ludwig Wittgenstein
Ludwig Wittgenstein (1889-1951) var en østrigsk-britisk filosof, hvis tanker har haft en enorm indflydelse på filosofi og religionsfilosofi. I hans tidlige værker, især i Tractatus Logico-Philosophicus, undersøgte han forholdet mellem sprog, tanke og virkelighed. Senere i sit liv, i værker som Philosophical Investigations, udviklede han en ny tilgang til sprog og betydning. Denne tilgang har haft en stor betydning for forståelsen af religiøse udsagn og religiøse begreber.
Med hensyn til religionsfilosofi har Wittgenstein ikke udviklet en omfattende teori eller et system. Dog har hans tanker om sprog og betydning haft indflydelse på måden, hvorpå religion og religiøse udsagn er blevet forstået. Han understreger vigtigheden af sprogspil og kontekst i forståelsen af religiøse udsagn og argumenterer for, at det ikke altid er meningsfuldt at forsøge at reducere religiøse udsagn til enkle sandheder.
Wittgenstein mener, at selv om det religiøse sprog kan udtrykkes i sætninger, der tilsyneladende har karakter af påstande (f.eks. "Gud ser alt"), så er det en misforståelse at opfatte disse sætninger som påstande. Ordet "Gud" refererer ikke til et transcendent objekt på samme måde som udtrykket "tante Anna" refererer til en bestemt person. Det religiøse sprog har en anden funktion, nemlig at udtrykke den troendes grundindstilling til tilværelsen, f.eks. total forpligtethed.
Wittgenstein argumenterer også for, at religiøse udsagn ofte er en del af en livsform eller praksis, hvor deres betydning kun kan forstås inden for den kontekst, hvori de anvendes. Betydningen af et sprogligt udtryk viser sig i brugen af det.
Dette synspunkt udfordrer en mere traditionel forståelse af religiøs tro som et sæt af doktriner eller teologiske sandheder, og det understreger i stedet troens praktiske og sociale dimensioner.

### Paul Tillich
Paul Tillich (1886-1965) var en tysk-amerikansk teolog og filosof, der forsøgte at forene eksistensfilosofien med kristen teologi. Tillichs begreb om "den ultimative bekymring" og hans analyse af symbolsprog i religion er centrale i hans værker. Hans tre-bindsværk Systematic Theology er en af hans mest kendte bidrag. Her betegner han Gud som "værens grund" snarere end som en personlig Gud i traditionel forstand. Hans arbejde har haft stor indflydelse på moderne teologi og interreligiøs dialog.
Tillichs gudsbegreb adskiller sig fra traditionelle teistiske opfattelser. Han beskriver Gud som "væren-selv" (being-itself), snarere end som en personlig guddom. For Tillich er Gud ikke en entitet blandt andre, men selve grundlaget for al eksistens. Denne opfattelse gør Gud til kilden til al væren og al mening, snarere end en konkret skabning, der kan forstås gennem antropomorfe egenskaber.
Tillich understreger vigtigheden af symboler i religion. Han mener, at religiøst sprog er symbolsk og peger mod det guddommelige på en indirekte måde. Symboler er nødvendige, fordi de kan udtrykke dybere sandheder og realiteter, som ikke kan fanges fuldt ud gennem bogstaveligt sprog. For eksempel er begreber som "Gud", "kærlighed" og "frelse" symbolske udtryk, der henviser til dybere eksistentielle realiteter.
Tillichs teologi er stærkt præget af eksistensfilosofien. Han fokuserer på menneskets oplevelse af angst, fremmedgørelse og meningsløshed i det moderne samfund. Tillich mener, at religion kan tilbyde en måde at konfrontere og overvinde disse eksistentielle udfordringer på ved at forbinde individet med det ultimative grundlag for væren og mening.

### Hannah Arendt
Hannah Arendt (1906-1975) var en tysk-amerikansk politisk teoretiker og filosof, der bidrog til religionsfilosofien. Hun er især kendt for sit værk The Human Condition og begrebet om "ondskabens banalitet" i forbindelse med sine analyser af Holocaust. Arendt udforsker også forholdet mellem religion og politik i værker som The Origins of Totalitarianism, hvor hun diskuterer den rolle, som religion spiller i moderne samfund og i politik.
Selvom Arendt ikke er selv religiøs, er hun interesseret i den religiøse dimension af menneskelig erfaring. Hun mener, at religion kan tilbyde en ramme for at forstå de dybeste spørgsmål om meningen med livet, døden og det guddommelige. Selvom hun ikke deler de troendes trosbekendelser, respekterer hun den åndelige søgen og den eksistentielle søgen efter mening, som religionen tilbyder.

### K. E. Løgstrup
Knud Ejler Løgstrup (1905-1981) var en dansk teolog og filosof, som var kendt for sin eksistentielle og fænomenologiske tilgang til etik og religion. Han var inspireret af fænomenologien, især fra Edmund Husserl og Martin Heidegger. Han anvendte en fænomenologisk tilgang til at beskrive menneskelige erfaringer og relationer. For Løgstrup var religiøs erfaring og etik tæt forbundet, idet han så etikken som en måde, hvorpå Gud manifesterer sig i menneskelige relationer.
Gennem en fænomenologisk metode forsøger Løgstrup at finde frem til de fænomener, der er grundlæggende i menneskelivet - de fænomener, som vi ikke selv har skabt, men som på forhånd er givne for os. Han finder frem til, at der eksisterer nogle "suveræne livsytringer" (eller "spontane livsytringer"), som er nogle grundlæggende vilkår i menneskelivet. Disse livsytringer sætter sig igennem "suverænt" og spontant - uden at mennesket bevidst frembringer dem. De eksisterer forud for menneskets bevidste valg og vilje. De suveræne livsytringer er fænomener som kærlighed, tillid, barmhjertighed og oprigtighed.
Om de suveræne livsytringer siger han, at de i kraft af deres iboende godhed "lægger en religiøs tydning nær". Det vil sige: Det er nærliggende at tyde dem som skabt af en god Gud. Ifølge denne tydning er livsytringerne ikke menneskets værk, men Guds værk. De udspringer af Gud, som opretholder vores tilværelse med dem.

### Charles Taylor
Charles Taylor, født i 1931, er en canadisk filosof, der er kendt for sit omfattende arbejde inden for en række områder, herunder politisk teori, social teori, etik og religionsfilosofi.
Taylor har bidraget til forståelsen af sekulariseringens kompleksitet og modernitetens indflydelse på religionen. Han argumenterer for, at sekularisering ikke indebærer en tilbagegang i religiøs tro, men snarere en transformation af religiøsitetens form. Taylor udforsker, hvordan moderniteten har ændret vores forståelse af tro, spiritualitet og det religiøse liv, og hvordan religionen fortsætter med at spille en vigtig rolle i det moderne samfund på trods af sekulariseringen.
Taylors tidlige arbejde er præget af teologisk eksistentialisme, som blandt andet er inspireret Søren Kierkegaard. Han udforsker spørgsmål om tro, tvivl, meningen med livet og menneskets eksistentielle søgen efter mening. Taylor argumenterer for, at tro kan være en kilde til mening og formål i menneskets liv, selv i en tid med stigende sekularisering og rationalisering.

## Danmark
I middelalderen var Danmark dybt påvirket af den katolske kirke, og religionsfilosofi var tæt knyttet til teologien. Ansgar, "Nordens apostel", spillede en vigtig rolle for kristendommens indførelse i Danmark.
I 1536 blev Danmark protestantisk under Christian III. Dette førte til et fokus på luthersk teologi og bibelsk fortolkning. Niels Hemmingsen (1513-1600) var en fremtrædende luthersk teolog og filosof, som bidrog til reformatorisk teologi. Han skrev blandt andet om forholdet mellem tro og fornuft.
I 1700-tallet påvirkede oplysningstiden ideer også Danmark. Filosoffen Ludvig Holberg (1684-1754) var en kendt repræsentant for oplysningstiden og dens tanker. Han bidrog til litteraturen i kraft af sine kendte komedier, der udstillede ufornuftige og dogmatiske opfattelser.
1800-tallet var en guldalder for dansk filosofi. Søren Kierkegaard (1813-1855) anses for at være en af de mest betydningsfulde eksistensfilosoffer. Kierkegaards arbejde fokuserede på individets forhold til Gud, på troens natur og på det eksistentielle valg.
I 1900-tallet og frem til i dag har religionsfilosofien i Danmark været præget af pluralisme og en stigende interesse i sekulære filosofiske strømninger. Knud Ejler Løgstrup (1905-1981) var en teolog og filosof, som var kendt for sine tanker om den etiske fordring og de suveræne livsytringer.

## Kritik af religionsfilosofi
Kritikken af religionsfilosofien kan deles op i forskellige punkter:

### Religionsfilosofi er abstrakt, overintellektuel og utilgængelig
Akademisk religionsfilosofi kan ofte være præget af komplekse, intellektuelle og abstrakte teorier, som kan være svært tilgængelige for ikke-eksperter. Teoretiske diskussioner og akademiske referencer kan skabe en barriere for folk, der ønsker at forstå eller engagere sig i filosofiske diskussioner om religion uden at have en akademisk baggrund. Diskussioner inden for religionsfilosofi kan ofte blive meget intellektuelle og abstrakte, hvilket kan gøre dem svære at relatere til konkrete religiøse oplevelser eller til religiøs praksis. Dette kan hos nogle skabe en følelse af, at religionsfilosofien er virkelighedsfjern.

### Religionsfilosofi mangler relevans
Mange kritikere mener, at akademisk religionsfilosofi ofte fokuserer på teoretiske problemstillinger, der kan virke fjerne fra almindelige menneskers dagligliv og religiøse oplevelser. Emner som teodicé og Guds natur kan forekomme irrelevante for dem, der søger praktisk vejledning eller forståelse af deres egen tro.

### Religionsfilosofi mangler forbindelse med religiøse samfund
En anden kritik lyder på, at akademisk religionsfilosofi ikke engagerer sig nok med de troende og deres faktiske religiøse praksisser. Dette kan skabe en kløft mellem akademisk debat og de virkelige erfaringer og behov hos religiøse mennesker.

### Religionsfilosofi mangler forståelse for spiritualitet
Den spirituelle kritik af religionsfilosofi fokuserer ofte på, at traditionel religionsfilosofi begrænser eller misforstår spiritualitet og de mere personlige dimensioner af religiøsitet. Spirituelle kritikere mener, at religionsfilosofi intellektualiserer og akademiserer religion for meget, og at den dermed fremmedgør sig og fjerner sig fra det guddommelige.
Ved at fokusere på rationelle argumenter, akademiske referencer og teoretiske diskussioner kan religionsfilosofien begrænse den åndelige dybde, som mange mennesker søger i deres religiøse praksis. Den intellektuelle tilgang kan være reducerende og utilstrækkelig til at indfange den fulde betydning af åndelige erfaringer.

### Dansksproget
- Andersen, Svend (2009): Minimalistisk religionsfilosofi. Religionsvidenskabeligt Tidsskrift 54.
- Andersen, Svend; Grønkjær, Niels; Nørager, Troels (2002): Religionsfilosofi. Gads Forlag.
- Andersen, Svend (2010): Religionsfilosofi. Hans Reitzels Forlag.
- Arendt, Hannah (2020): Eksistens og religion. Klim
- Augustin: Bekendelser. Skt Ansgar, 1988. Oversat af Torben Damsholt
- Augustin (2002): Om Guds stad. Aarhus Universitetsforlag. Oversat til dansk og med forord og kommentarer af Bent Dalsgaard Larsen
- Bonaventura (2007): Livstræet - betragtninger over Jesu liv, hans død og opstandelse. Katolsk Forlag
- Brock, Steen. "Religiøsitet i livsformen: Wittgensteins filosofi i religionsfilosofisk belysning." Wittgenstein: Om religion og religiøsitet. Aarhus Universitetsforlag, 2006. 161-180.
- Christensen, Anne Marie Søndergaard mfl (2006): Wittgenstein om religion og religiøsitet. Aarhus Universitetsforlag
- Descartes, René (2006): Meditationer over den første filosofi. København: Det lille Forlag. Oversætter, Niels Henningsen.
- Garsdal, Jesper (2003). Oplysning og frelse, kærlighed og sampassion, negativitet og død: et sammenlignende studie i dele af Hegel's, Tanabe's og Takeuchis's religionsfilosofi med enkelte sideblik på Kierkegaard's tænkning. Center for filosofi og videnskabsteori, Aalborg Universitet. Dialektika - Skrifter om Filosofi og Videnskabsteori
- Grøn, Arne. "Religionsfilosofi efter metafysik?." Dansk teologisk tidsskrift 72.2 (2009): 122-139.
- Grønkjær, Niels: Det nye menneske: efter naturalisme og eksistentialisme: et religionsfilosofisk essay." (2017). Eksistensen
- Hegel, G. W. F. (2005): Åndens fænomenologi. Gyldendal. Med forord af og oversat af Claus Bratt Østergaard
- Huggler, Jørgen (2004). Teodicéproblemet. I Pædagogikkens filosofi - tanker om menneskets frembringelse Roskilde Universitetsforlag.
- Huggler, Jørgen (2008). Reaktion, oplysning og revolution: om Louis de Bonald: Législation primitive (1802). I J. Carlsen, O. Morsing, & P. A. Sørensen (red.), Tankens Grænseland: Hans-Jørgen Schanz 60 år (s. 263-276). Modtryk.
- Huggler, Jørgen (2008). Viden, tro og tænkning. I H. V. Frandsen (red.), Pædagogiske værdier & religion (s. 13-35). Danmarks Pædagogiske Universitetsforlag
- Jørgensen, Dorthe. Den skønne tænkning: Veje til erfaringsmetafysik. Religionsfilosofisk udmøntet. Aarhus Universitetsforlag, 2014.
- Kant, Immanuel (2002), Kritik af den rene fornuft, Det lille forlag. Oversat af Claus Brat Østergaard.
- Kierkegaard, Søren. Philosophiske smuler, eller, En smule philosophi. CA Reitzel, 1865.
- Kierkegaard, Søren (2010): Frygt og bæven. Det lille Forlag.
- Li, Elizabeth X. "Hans Lassen Martensen som eksistens-tænker: Eksistensens rolle i dansk religionsfilosofi og teologi." TEOL-information 68: 14-17.
- K.E. Løgstrup: Skabelse og tilintetgørelse (Metafysik IV). Gyldendal 1978. ISBN 87-01-69291-7
- Mogensen, Kaj (1976): Folkets opium? Nyt Nordisk Forlag. ISBN 978-87-17-02194-5
- Munk, Jacob. Musikkens Gud. En religionsfilosofisk diskussion af forholdet mellem musik og gudserkendelse hos Augustin og Martin Luther. eMissio 7 (2022): 228-250.
- Nietzsche, Friedrich (2005): Antikrist. Det lille Forlag.
- Pahuus, Mogens (1993). Livet selv: en livsfilosofisk tolkning af kristendommen. Forlaget Philosophia.
- Pahuus, Mogens (1994). Spændingen mellem den eksistensfilosofiske og den skabelsesteologiske tænkemåde i Løgstrups æstetik. In Andersson, Dag T.: Johannesen, F. R. og Lindseth, A. (red.) (Ed.): Skabelse og etik: motiver i K. E. Løgstrups filosofi.
- Platon (2007): Theaitetos. Museum Tusculanum Forlag. Oversat af Fritz Saaby Pedersen
- Rabjerg, Bjørn: Introduktion: K.E Løgstrup: Dansk religionsfilosofi i det 20. århundrede. Menneskets ondskab og livets godhed: Løgstrups filosofi om tilværelsen. Århus Universitet, 2011. 19-37.
- Rosa, Hartmut (2023): Demokrati har brug for religion. Eksistensen. Oversat af Sanne Thøisen.
- Schelling, Friedrich (2023): Åbenbaringens filosofi. Philosophia
- Sløk, Johannes (2016): Religionsfilosofiske problemer. Lindhardt og Ringhof.
- Spinoza, Baruch de (2010): Etik. Det lille forlag.
- Welz, Claudia & Ulrik Nissen (red.) (2020): Etik og religionsfilosofi i de kommende år. I P. Ingesman, S. Balle, R. Falkenberg, & U. Nissen (red.): Teologi i Aarhus: mellem fortid og fremtid (s. 117-126). Afdeling for Teologi, Institut for Kultur og Samfund, Aarhus Universitet.

### Engelsksproget
- Anselm, Saint. Cur deus homo. Wipf and Stock Publishers, 2020.
- Dawkins, Richard: The God Delusion. Boston: Houghton Mifflin Company, 2006.
- Dawkins, Richard. The selfish Gene. Oxford university press, 2016.
- Durkheim, Emile: Durkheim on Religion: A selection of readings with bibliographies and introductory remarks. (2011): 1-390.
- Edwards, Rem B. Reason and religion: an introduction to the philosophy of religion. Wipf and Stock Publishers, 2016.
- Feuerbach, Ludwig. The essence of religion. Newcomb Livraria Press, 1873.
- Freud, Sigmund. Totem and taboo. Routledge, 2012.
- Garsdal, Jesper (2012). Some reflections on existence and imagination in relation to interreligious dialogue and intercultural philosophy of religion. Islam and Christian-Muslim Relations, 23(3), 257-266.
- Geisler, Norman L., and Winfried Corduan. Philosophy of religion. Wipf and Stock Publishers, 2003.
- Huggler, Jørgen (2009). Religious education as an intellectual and cultural enterprise: some questions about 'theologising with children'. I G. Y. Iversen, G. Mitchell, & G. Pollard (red.), Hovering over the face of the deep: philosophy, theology and children (s. 117-127). Waxmann Verlag.
- Hume, David. The natural history of religion. Printed and fold by JJ Tourneisen, 1793.
- Kant, Immanuel. Religion and rational theology. Cambridge University Press, 2001.
- Marx, Karl, and Friedrich Engels. On religion. Courier Corporation, 2012.
- Murray, Michael J., and Michael C. Rea. An introduction to the philosophy of religion. Cambridge University Press, 2008.
- O'Neill, Onora. Kant on reason and religion. Tanner Lectures on Human Values 18 (1997): 267-308.
- Taylor, Charles. A secular Age. Harvard university press, 2007.
- Tillich, Paul. The religious Symbol. Daedalus 87.3 (1958): 3-21.
- Tillich, Paul. Systematic Theology, Volume 3. Vol. 3. University of Chicago Press, 2011.

### Tysksproget
- Freud, Sigmund: Die Zukunft einer Illusion. GW 14." The Future of an Illusion, SE 21 (1927)
- Habermas, Jürgen. Glauben und Wissen. Suhrkamp Verlag, 2016
- Hegel, Georg Wilhelm Friedrich. Vorlesungen über die Philosophie der Religion und Vorlesungen über die Beweise vom Dasein Gottes: Nachschriften zu den Kollegien über Religionsphilosophie der Sommersemester 1821 und 1824. Felix Meiner Verlag, 2017.
- Kant, Immanuel. Die Religion innerhalb der Grenzen der bloßen Vernunft. bey Friedrich Nicolovius, 1794.
- Schelling, Friedrich Wilhelm Joseph. Urfassung der Philosophie der Offenbarung. Felix Meiner Verlag, 2022.
- Tillich, Paul. Systematische Theologie III. Walter de Gruyter GmbH & Co KG, 2017.

### På latin
- Aquinas, St Thomas. Summa theologica. London: Blackfriars, 1969
- Bonaventura, Sanctus: Itinerarium mentis in Deum. SAINT BONAVENTURE UNIV., 1956.